# Annita Tarantola
Annita Tarantola (Belluno, 15 febbraio 1922 – Belluno, 21 febbraio 2017) è stata un'imprenditrice italiana e socia fondatrice del Soroptimist club Belluno-Feltre.

## Biografia
Nacque in una famiglia di origini pontremolesi. Si diplomò all'istituto magistrale bellunese. Sposò il cugino Alessandro Tarantola: era a Treviso, dai futuri suoceri, quando avvenne il bombardamento nell'aprile del 1944. Avrebbe dovuto indossare un vestito lungo di seta ma la sartoria era crollata sotto le bombe e in chiesa ci andò con un vestito molto semplice. 

## Attività libraria
La storia dei Tarantola a Belluno iniziò nel 1915 con il padre, un bancarellaio che vendeva libri. Il 19 marzo 1950 fu inaugurata la libreria Tarantola, in piazza dei Martiri a Belluno, che Annita gestì con il marito e con il suo più giovane fratello Nando. La libreria fu un polo di interesse culturale: vennero organizzati molti incontri con scrittori italiani chiamati a presentare le loro opere: Dino Buzzati, Indro Montanelli, Sandro Pertini, Gianpaolo Pansa, Enzo Biagi e numerosi altri.
Fu anche editrice. Nel 1994 ripubblicò il libro di Tina Merlin "Menica e le altre. Raccolta di racconti partigiani".

## Premio Bancarella
Per molti anni fu un membro del Comitato esecutivo che sceglie i libri da proporre al premio Bancarella, organizzato ogni anno dall’Unione librai pontremolesi, l’Unione librai delle bancarelle e la Fondazione città del libro. Nell'edizione 2017 venne ricordata Annita Tarantola, la “libraia di Belluno che ha speso tutta la sua vita fra letture, autori e Premio Bancarella”.

## Impegno nel Soroptimist
Partecipò alla fondazione del Soroptimist Club di Belluno-Feltre nel settembre 1982 e ricoprì dapprima la carica biennale di segretaria del neo sodalizio e , successivamente, quella di delegata del Club, per più mandati. Promosse e sostenne i gemellaggi che il Club fece in quei primi anni con i Club di Lucerna in Svizzera e di Solingen in Germania. 
Portò nel Club il suo apporto professionale, promuovendo incontri culturali con la partecipazione di scrittori come Enzo Biagi, Giorgio Saviane e alcuni docenti universitari. 
Nel decennio 1993 – 2003 instaurò una collaborazione con il Centro Studi Dino Buzzati, offrendo una borsa di studio annuale a nome della libreria Tarantola e del Soroptimist Club Belluno-Feltre. Il suo impegno costante e fecondo nel Club le meritò un riconoscimento dall’Unione Nazionale del Soroptimist. 

## Riconoscimenti
Il club Belluno-Feltre le ha dedicato una rassegna letteraria "Donne e scrittura", tenutasi dal 2018 al 2019.